# E-ne!〜good for you〜
『E-ne!〜good for you〜』は、FMヨコハマで放送されたラジオ番組である。

## 概要
『Tips Town』を後継する月曜から木曜午後のワイド番組として、2009年10月から2021年3月まで放送した。

## 出演

### メインパーソナリティ
- MITSUMI

### リポーター
- 穂積ユタカ

## 放送時間
- 月曜 - 木曜 12:00 - 15:00（2017年10月2日から）

### 過去
- 月曜 - 金曜 13:00 - 17:00（2009年10月1日 - 2012年9月28日）
- 月曜 - 金曜 13:00 - 16:30（2012年10月1日 - 2013年3月29日）
- 月曜 - 金曜 12:00 - 16:00（2013年4月1日 - 2017年3月31日）
- 月曜 - 金曜 12:00 - 15:00（2017年4月3日 - 9月29日）

- 2016年4月1日 - 2017年9月29日の毎週金曜日は「Friday edition」。